# Abu Maleque Abde Aluaide
Abu Maleque ou Abomelique Abde Aluaide (Abu Malik Abd al-Wahid; m. 1339) era filho do sultão merínida Alboácem Ali ibne Otomão. Embora tivesse perdido um olho, era um comandante militar capaz e serviu como governador de Algeciras e principal general merínida no Alandalus. Capturou Gibraltar de Castela em junho de 1333 e participou da campanha de seu pai contra os rebeldes no Reino de Tremecém no ano seguinte. Foi morto pelas forças castelhanas em 1339, após ser emboscado no caminho de volta de um ataque contra a cidade de Xerez da Fronteira, controlada por castelhanos.

## Captura de Gibraltar
O papel de Abu Maleque Abde Aluaide no Alandalus começou em 1332, quando o recém-coroado Alboácem Ali ibne Otomão respondeu a um apelo de Maomé IV, o sultão nacérida de Granada, por ajuda contra Castela, enviando seu filho e um exército para ajudar os granadinos. Durante 1332, Abu Maleque supervisionou o transporte de uma força de cerca de 7 000 homens do Magrebe para Algeciras. Marcharam sobre a cidade fortificada de Gibraltar controlada por castelhanos no mês de fevereiro seguinte e tomaram-na no Terceiro Cerco de Gibraltar, que durou quase cinco meses. Um exército castelhano sob o rei Afonso XI chegou tarde demais para salvar a guarnição, mas montou o Quarto Cerco de Gibraltar entre junho e agosto de 1333 em um esforço para recuperá-la. Embora os castelhanos infligiram uma derrota significativa às forças de Abu Maleque, matando cerca de 500 homens durante uma tentativa fracassada dos mouros de emboscar o exército castelhano na Serra Carbonera ao norte de Gibraltar, nenhum dos lados foi forte o suficiente para prevalecer. Os castelhanos tiveram que se retirar devido a problemas políticos em casa e dificuldades de reabastecimento, deixando as forças de Abu Maleque no controle contínuo de Gibraltar.
Abu Maleque, que agora se autodenominava rei de Ronda e Algeciras, concordou com uma trégua de quatro anos com Afonso como parte do acordo de paz que encerrou o cerco. Não entrou em vigor porque Maomé IV, que também era parte do acordo, foi assassinado no dia seguinte à assinatura por dois nobres granadinos que temiam que tivesse se convertido ao cristianismo. Abu Maleque retomou as hostilidades contra Castela, auxiliado pelo novo sultão nacérida, Iúçufe I. Pode ter se desenvolvido em uma guerra mais ampla apoiada pelo pai de Abu Maleque, Alboácem Ali, mas qualquer intenção de expandir a campanha teve que ser abandonada quando o ziânida Reino de Tremecém (agora parte da Argélia) se revoltou contra o domínio merínida. Abu Maleque, Haçane, Iúçufe I e Afonso XI chegaram a um novo acordo de trégua em 1334 e Abu Maleque foi chamado de volta para ajudar seu pai contra Tremecém.

## Invasão de Castela e morte
A trégua expirou em 1338, quando os merínidas haviam suprimido a revolta de Tremecém. Abu Maleque voltou para sua capital em Ronda junto com uma força substancial - possivelmente até 5 000 cavaleiros mais vários tantos infantes - enviada à Península Ibérica por seu pai. A Coroa de Castela e os Reinos de Aragão e Portugal juntaram forças para lidar com a ameaça moura renovada e bloquearam o estreito de Gibraltar para obstruir a construção dos merínidas. Afonso XI montou uma série de chevauchées (ataques montados) nas profundezas do território merínida em 1339, visando Ronda, Antequera e Archidona.
Abu Maleque respondeu montando uma invasão do território castelhano, liderando um ataque contra Medina Sidônia antes de sitiar Xerez da Fronteira. Suas forças também atacaram Arcos da Fronteira e Lebrija. Embora não tenham conseguido tomar nenhuma das três cidades, os mouros acumularam uma grande quantidade de butim da zona rural circundante. Estavam voltando para seu próprio território, carregados de pilhagem, quando foram emboscados pelas forças castelhanas. A força moura foi massacrada, perdendo cerca de 10 000 homens mortos ou capturados. O próprio Abu Maleque foi pego sem armadura ou cavalo e se escondeu ao lado de um riacho, fingindo-se de morto. Foi morto quando um soldado castelhano o viu se mover e o atravessou com uma lança.